# Marele Război Sioux din 1876
Marele Război Sioux din 1876, cunoscut și sub numele de Războiul Dealurilor Negre, a fost o serie de bătălii și negocieri care au avut loc în perioada 1876–1877 între triburile Lakota Sioux și Cheyenne⁠(d)-ii Nordici pe de o parte, și guvernul Statelor Unite de cealaltă parte. Cauza războiului a fost reprezentată de dorința guvernului SUA de a obține Dealurile Negre⁠(d). După descoperirea filoanelor de aur în Dealurile Negre, coloniștii au început să pătrundă pe teritoriile băștinașilor americani, iar triburile Sioux și Cheyenne au refuzat cedarea acestora către Statele Unite. În general, armata SUA și istoricii pun triburile Lakota în centrul evenimentelor, în special datorită numărului acestora, însă unii indieni consideră că triburile Cheyenne reprezentau ținta principală a campaniei militare.
Dintre toate bătăliile și ciocnirile din acest război, cea mai cunoscută rămâne bătălia de pe Little Bighorn, cunoscută și sub denumirea de Ultima Redută a lui Custer, cea mai importantă din numeroasele conflicte dintre armata Statelor Unite și călăreții indieni. În ciuda unor victorii obținute de amerindieni pe câmpul de luptă, Statele Unite au utilizat resursele naționale cu scopul de a-i obliga pe aceștia să capituleze, în special prin atacarea și distrugerea taberelor și proprietăților acestora. Marele Război Sioux a avut loc în timpul administrației lui Ulysses S. Grant și Rutherford B. Hayes. Acordul din 1877 (19 Stat. 254, adoptat pe 28 februarie 1877) anexa în mod oficial teritoriul Sioux și stabilea rezervații indiene permanente.

## Istoric

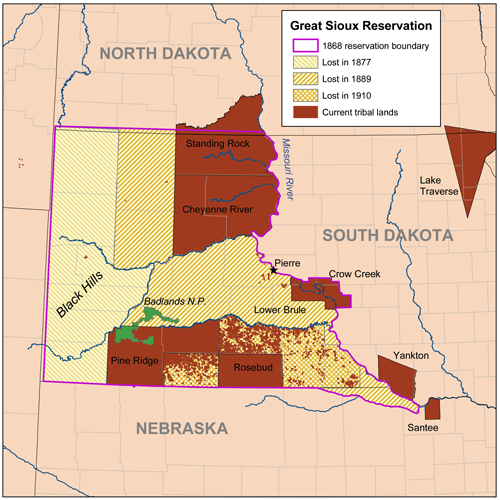
O hartă a Marii Rezervații Sioux stabilite în 1868. „Teritoriile necedate” ale Sioux și Cheyenne era în vestul rezervației în Montana și Wyoming. Dorința guvernului Statelor Unite de a obține Dealurile Negre reprezintă cauza principală a marelui Război Sioux.

Tribul Cheyenne a migrat spre vest în Dealurile Negre și în comitatul Powder River înaintea celor din Lakota și i-au învățat pe aceștia creșterea cailor în jurul anului 1730. Până spre sfârșitul secolului al XVIII-lea, tribul Lakota — aflat în expansiune — a început să-și extindă teritoriul la vest de râul Missouri. Aceștia au alungat tribul Kiowa și au creat alianțe cu triburile Cheyenne și Arapaho cu scopul de a controla teritoriile cu bizoni aflate în nordul Marilor Câmpii. Dealurile Negre, situate în vestul statului Dakota de Sud, au devenit o sursă importantă de lemn, plante și vânat pentru Lakota. 
Până spre sfârșitul secolului al XIX-lea, tribul Cheyenne de Nord a devenit primul trib care a dus războaie intertribale. Deoarece americanii europeni aveau diferite denumiri pentru Cheyenne, armata nu a înțeles de la început că toate se referă la unul și același trib. Armata Statelor Unite a distrus șapte tabere Cheyenne înainte de 1876, plus încă trei în acel an. Începând cu 1860, tribul Cheyenne a devenit o forță importantă în conflictele din Marile Câmpii. „Niciun alt grup din câmpii nu a atins o astfel de autoritate și organizare tribală”. Tratatul de la Fort Laramie din 1868, semnat de guvernul Statelor Unite cu căpeteniile Lakota și ale triburilor Cheyenne de Nord în urma războiului lui Red Cloud, a dus la formarea unei regiuni intitulate Marea Rezervație Sioux⁠(d), regiune din teritoriul Lakota. Aceasta îngloba jumătate din partea vestică a statului Dakota de Sud, inclusiv regiunea Dealurilor Negre datorită importanței lor în cultura indienilor. De asemenea, tratatul furniza un imens „teritoriu necedat” în Wyoming și Montana, comitatul Powder River, drept teritoriu de vânătoare pentru Cheyenne și Lakota. Atât pe teritoriul necedat, cât și pe teritoriul rezervației, coloniștilor albi le era interzis să pătrundă, cu excepția reprezentanților guvernului Statelor Unite.
Totuși, numărul tot mai mare de mineri și coloniști care intrau pe teritoriul Dakota a făcut rapid ca protecția zonelor să rămână doar pe hârtie. Guvernul Statelor Unite nu a reușit să-i oprească pe coloniști din a încălca teritoriul indienilor. Până în 1872, oficialii teritoriali au luat în considerare exploatarea bogatelor resurse de lemn din Dealurile Negre și transportarea lor pe râul Cheyenne⁠(d) până pe Missouri, unde noile așezări aveau nevoie de cherestea. Zona geografică sugera posibilitatea prezenței resurselor minerale. Când o comisie a luat legătura cu Agenția lui Nor Roșu⁠(d) despre posibilitatea de a ceda Dealurile Negre, colonelul John E. Smith⁠(d) a comentat că aceasta era „singura parte din rezervație care avea vreo valoare pentru ei”, concluzionând că „nimic cu excepția exterminării nu-i va face să-l cedeze”.
În 1874, guvernul a trimis expediția Custer cu scopul de a examina Dealurile Negre. Această acțiune a trezit îngrijorarea triburilor Lakota. Înainte ca coloana lui Custer să se reîntoarcă la Fort Abraham Lincoln⁠(d), vești cu privire la descoperirea zăcămintelor de aur de către aceștia au fost telegrafiate la nivel național. Prezența valoroaselor resurse minerale a fost confirmată anul următor de către expediția geologică Newton-Jenney⁠(d). Prospectorii — motivați de criza financiară din 1873⁠(d) — și-au făcut apariția în Dealurile Negre, încălcând tratatul de la Fort Laramie. La scurt timp, mii de mineri au invadat dealurile înainte de încheierea goanei după aur. Grupuri organizate au călătorit din state îndepărtate precum New York, Pennsylvania și Virginia.

Inițial, Armata Statelor Unite a încercat să împiedice intrarea minerilor în regiune. În decembrie 1874, de exemplu, un grup de mineri în frunte cu John Gordon din Sioux City, Iowa⁠(d), a reușit să evite patrula Armatei și să ajungă în Dealurile Negre unde au petrecut trei luni înainte ca armata să-i izgonească. Totuși, astfel de evacuări au accentuat presiunea politică asupra administrației Grant de a dobândi Dealurile Negre.

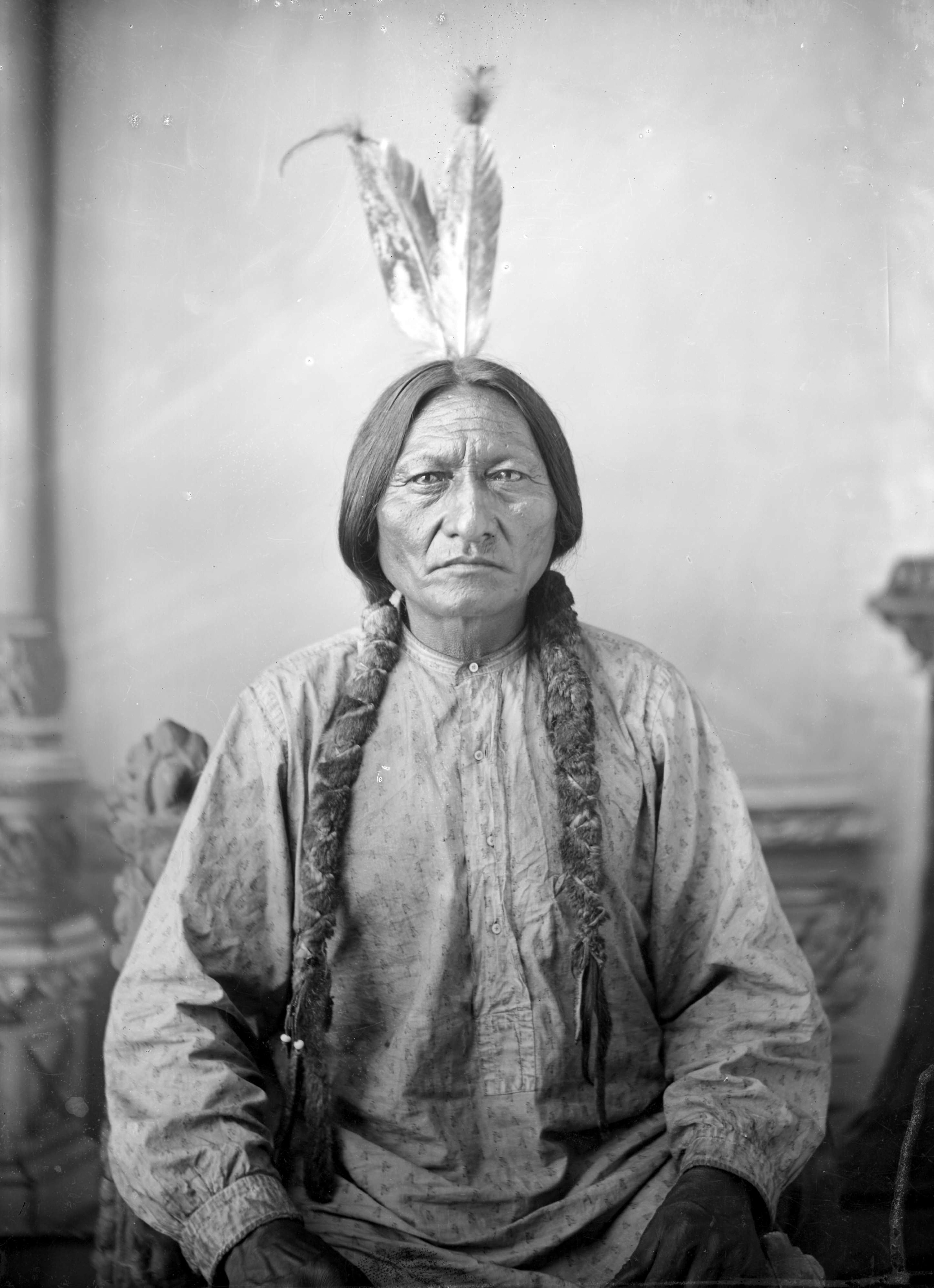
Taur Așezat, un Hunkpapa, a fost unul din principalii lideri Sioux.

În mai 1875, delegațiile Sioux conduse de Coadă Pătată, Nor Roșu și Un Corn au călătorit spre Washington, D.C. într-o ultimă încercare de a-l convinge pe președintele Ulysses S. Grant să onoreze tratatele existente și să oprească afluxul de mineri în teritoriile acestora. Ei s-au întâlnit cu Grant, cu secretarul Columbus Delano⁠(d) și cu comisarul pentru Afaceri Indiene Edward Smith. Liderii americani au declarat că Congresul dorește să plătească tribului 25.000$ pentru teritoriu și să-i mute în Teritoriul Indian (astăzi în statul Oklahoma). Delegații au refuzat să semneze noul tratat cu aceste stipulări. Coadă Pătată afirma că „tu vorbești de altă țară, dar nu este țara mea; nu ma interesează și nu doresc să am de-a face cu ea. Nu m-am născut acolo ... Dacă este o țară atât de prosperă, ar trebui să trimiți oamenii albi acolo acum și să ne lași pe noi în pace”. Deși căpeteniile nu au reușit să găsească o soluție pașnică, nu s-au alăturat căpeteniilor Cal Nebun și Taur Așezat în conflictul ce avea să urmeze.
În acea toamnă, o comisie a Statelor Unite a fost trimisă către fiecare agenție indiană cu scopul de a organiza un sfat cu tribul Lakota. Aceștia sperau să obțină aprobarea poporului și să pună presiune pe căpeteniile Lakota ca aceștia din urmă să fie nevoiți să semneze un nou tratat. Încercarea guvernului de a obține Dealurile Negre a eșuat. Acestea reprezentau cauza crizei, dar în același timp se intensificau resentimentele tribului cu privire la extinderea intereselor Statelor Unite spre alte părți din teritoriul Lakota. De exemplu, guvernul a propus ca traseul Căii Ferate Northern Pacific⁠(d) să treacă prin ultimul mare teritoriu populat cu bizoni. Mai mult, armata Statelor Unite a executat câteva atacuri devastatoare asupra taberelor Cheyenne înainte de 1876.

## Beligeranți

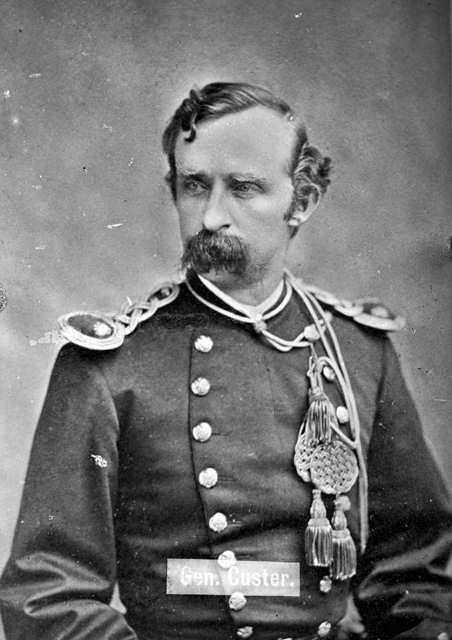
Lt. col. George Armstrong Custer a fost ucis în bătălia de pe Little Bighorn alături de alți 268 de soldați.

Numărul luptătorilor indieni din război rămâne subiect de dispută, acesta fiind estimat între 900 și 4.000 de combatanți. Cele șapte clanuri Lakota Sioux cuprindeau în anii 1870 probabil 15.000 de bărbați, femei și copii, însă majoritatea locuiau în Marea Rezervație Sioux și reprezentau populația civilă. Un agent indian afirma în noiembrie 1975 că indienii care trăiau în zonele necedate înglobau „câteva sute de luptători”. Generalul Crook estima că avea să înfrunte până la 2.000 de luptători. Majoritatea celor din Sioux care au rămas în teritoriul necedat în care avea să aibă loc conflictul proveneau din triburile Oglala și Hunkpapa⁠(d), numărul acestora fiind în jur de 5.500. Pe lângă aceștia, mai erau încă 1.500 de Cheyenne nordici și Arapaho, pentru o populație ostilă totală la circa 7.000 de amerindieni. Printre aceștia puteau fi până la 2.000 de războinici. Numărul celor care au luat parte la bătălia de pe Little Bighorn s-a estimat între 900 și 2.000.
Indienii erau avantajați datorită mobilității și cunoașterii teritoriului, însă toți erau luptători în timpul liber. Primăvara, aceștia au fost parțial imobilizați din cauza slăbiciunii propriilor cai care supraviețuiseră unei ierni lungi cu furaje insuficiente. Mare parte din vară și toamnă au petrecut-o la vânătoare de bizoni. Aproximativ o jumătate din războinicii indieni aveau acces la arme de foc — de la puști Henry la muschete foarte vechi, iar cealaltă jumătate era înarmată cu arcuri cu săgeți. Scurt și robust, arcul indian era construit astfel încât să poată fi utilizat în timpul călăriei, și pe o rază scurtă se dovedea a fi fatal. Cu toate acestea, era aproape inutil împotriva unui inamic bine fortificat sau aflat la distanță. De asemenea, rezervele de muniție erau insuficiente. Tradițional, indienii luptau mai degrabă pentru prestigiul individual decât pentru obiective strategice, deși Cal Nebun pare să fi reușit în a insufla tribului Sioux simțul năzuinței colective. Tribul Cheyenne era cel mai centralizat și bine organizat. Amerindienii Sioux și Cheyenne erau implicați și într-un conflict armat cu mai vechii lor dușmani, triburile Crow și Shoshone. Majoritatea resurselor au fost utilizate în luptele cu aceste triburi.
Pentru a-i învinge pe Sioux, armata Statelor Unite avea un șir de forturi care înconjurau Mare Rezervație Sioux și teritoriile necedate. Cea mai mare forță militară trimisă să înfrunte indienii era desfășurată în vara anului 1877 și a constat din 2.500 de soldați însoțiți de o sută de cercetași amerindieni și civili. Mare parte din soldați erau imigranți sosiți recent în Statele Unite și nu aveau experiența Vestului Sălbatic și a luptelor cu amerindienii. Cavaleria era înarmată cu revolvere de calibru .45 și puști Springfield modelul 1873⁠(d) care le dădeau soldaților un mare avantaj de distanță față de armele de foc ale amerindienilor.

## Declanșarea războiului
Grant și administrația sa au început să ia în considerare alternative pentru eșecul căilor diplomatice. Spre sfârșitul lunii noiembrie 1875, general-maior Philip Sheridan, comandantul Diviziei din Missouri și generalul de brigadă George Cook⁠(d), comandantul Departamentului Platte, au fost chemați la Washington, D.C. pentru a discuta cu președintele Grant și alți câțiva membri ai cabinetului său problema Dealurilor Negre. Aceștia au căzut de acord în ceea ce privește încetarea acțiunilor de evacuare a persoanelor care intră pe teritoriul rezervației de către armata Statelor Unite, deschizând calea către goana după aur din Dealurile Negre⁠(d). Mai mult, aceștia au discutat inițierea unei acțiuni militare împotriva clanurilor Lakota și Cheyenne-ilor nordici care au refuzat să se prezinte la agențiile indiene pentru sfat. Inspectorul indian Erwin C. Watkins a susținut această perspectivă: „Singura politică din punctul meu de vedere”, scria acesta, „este să trimitem trupe împotriva lor în iarnă, cu cât mai repede, cu atât mai bine, și să-i supunem”.

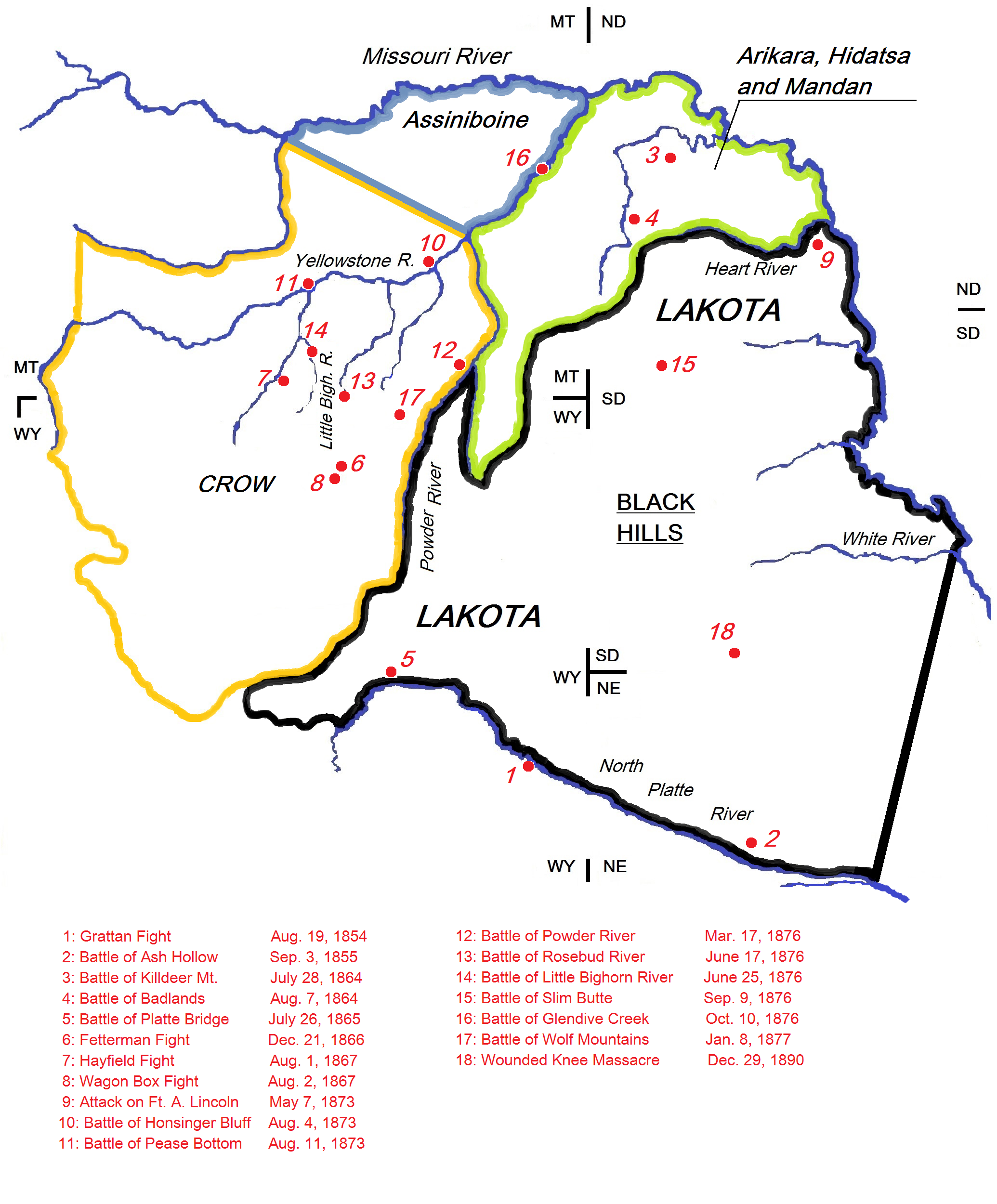
Războaiele Lakota (1854-1890). Câmpurile de luptă și Tratatul de la Fortul Laramie din 1851 (circa.) Majoritatea luptelor „dintre armată și triburile Dakota [Lakota] s-au desfășurat pe teritorii preluate încă din 1851 de la alte triburi”.

Îngrijorat de inițierea unui război neprovocat împotriva triburilor Lakota, guvernul a instruit agenții indieni din regiune să-i informeze pe toți indienii Lakota și Sioux să se reîntoarcă în rezervație până în 31 ianuarie 1876, în caz contrar, riscând o potențială acțiune militară. Agentul guvernamental de la Agenția Standing Rock⁠(d) și-a exprimat îngrijorarea cu privire la intervalul de timp insuficient în care triburile trebuia să se mobilizeze deoarece iarna le îngreuna călătoriile. Cererea sa de a obține o extindere a termenului a fost respinsă. Generalul Sheridan considera că exercițiul unei notificări este o pierdere de timp: „Chestiunea informării indienilor să vină [în rezervație] arată probabil bine pe hârtie”, comenta acesta, „însă va fi cu siguranță considerată o glumă bună de către indieni”.
Între timp, în sfaturile clanurilor neimplicate în tratat, liderii Lakota discutau cu seriozitate informarea privitoare la reîntoarcere. Taur Scurt⁠(d), un membru al clanului Soreback din Oglala, își aduce aminte că multe dintre clanuri s-au adunat pe râul Tongue: „aproape o sută de oameni au venit de la agenție să convingă indienii ostili să rezolve problemele legate de Dealurile Negre”, preciza acesta. „... Toți cei ostili au fost de acord că din moment ce era târziu [în sezon] și trebuia să vâneze bizoni, vor veni la agenție în primăvara următoare”.
Dat fiind faptul că termenul limită — 31 ianuarie — a fost depășit, noul Comisar al Afacerilor Indiene, John Q. Smith⁠(d), a scris că „cum nu am primit vreo știre legată de supunerea lui Taur Așezat, nu văd de ce nu am putea, la discreția domnului secretar de război, să deschidem operațiuni militare împotriva sa”. Superiorul său, secretarul de interne Zachariah Chandler⁠(d), susținea această poziție, adăugând că „indienii sus-numiți sunt așadar transferați Departamentului de Război care prin intermediul armatei va face uz de orice acțiuni va crede de cuviință”. Pe 8 februarie 1876, generalul Sheridan a telegrafiat generalilor Crook și Terry comanda de a începe campania de iarnă împotriva „ostililor”. Marele Război Sioux din 1876–1877 începuse.

## Campania lui Reynolds
Generalul Terry întârzia, dar generalul Crook a lansat imediat primul atac. A desfășurat șase companii de cavalerie în frunte cu colonelul Joseph J. Reynolds⁠(d); acesta din urmă care a localizat un sat de apoape 65 de colibe și a efectuat atacul în dimineața zilei de 17 martie 1876. Crook i-a însoțit pe aceștia, însă nu avea atribuții de comandant. Trupele sale au preluat inițial controlul și au dat foc satului, dar s-au retras repede sub focul inamicului. Trupele americane au abandonat câțiva soldați pe câmpul de luptă, motiv pentru care colonelul Reynolds a fost adus în fața curții marțiale. Cu toate că Statele Unite au capturat turma de ponei ai clanului, tribul Lakota și-a recuperat majoritatea cailor printr-o ofensivă desfășurată în următoarea zi. În acel moment, armata credea că atacase căpetenia Cal Nebun; de fapt, aceștia au atacat un sat al Cheyenne-ilor nordici conduși de Urs Bătrân, Două Luni⁠(d) și Taur Alb, și cu câțiva Oglala conduși de He Dog.

## Expedițiile de vară

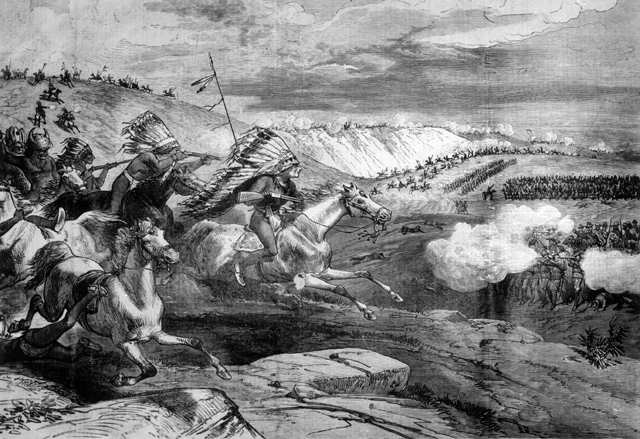
Triburile Sioux în bătălia de la Rosebud.

În vara anului 1876 a fost lansată o campanie mult mai amplă. Din Fort Abraham Lincoln a plecat în marș Coloana Dakota în frunte cu generalul Alfred Terry⁠(d), cu 15 companii sau aproape 570 de soldați, inclusiv Custer și toate cele 12 companii ale Regimentului 7 Cavalerie. Coloana Montana, comandată de colonelul John Gibbon, a plecat din Fort Ellis. Generalul Crook a comandat o a treia formațiune militară care a pornit din Fort Fetterman⁠(d) spre nord. Strategia acestor trupe era să conveargă concomitent pe terenurile de vânătoare ale tribului Lakota și să imobilizeze indienii între trupele care se apropiau.

### Bătălia de pe Rosebud
Trupele generalului Crook au fost primele care au intrat în contact cu clanurile nordice în bătălia de pe Rosebud⁠(d) pe 17 iunie. Crook a revendicat victoria, dar majoritatea istoricilor arată că amerindienii i-au frânat înaintarea. Așadar, rezultatul bătăliei de pe Rosebud a reprezentat din punct de vedere strategic o remiză. Ulterior acestor evenimente, generalul Crook a rămas în tabără timp de câteva săptămâni în așteptarea întăririlor. Trupele acestuia nu s-au mai implicat în conflict pe o perioadă semnificativă de timp.

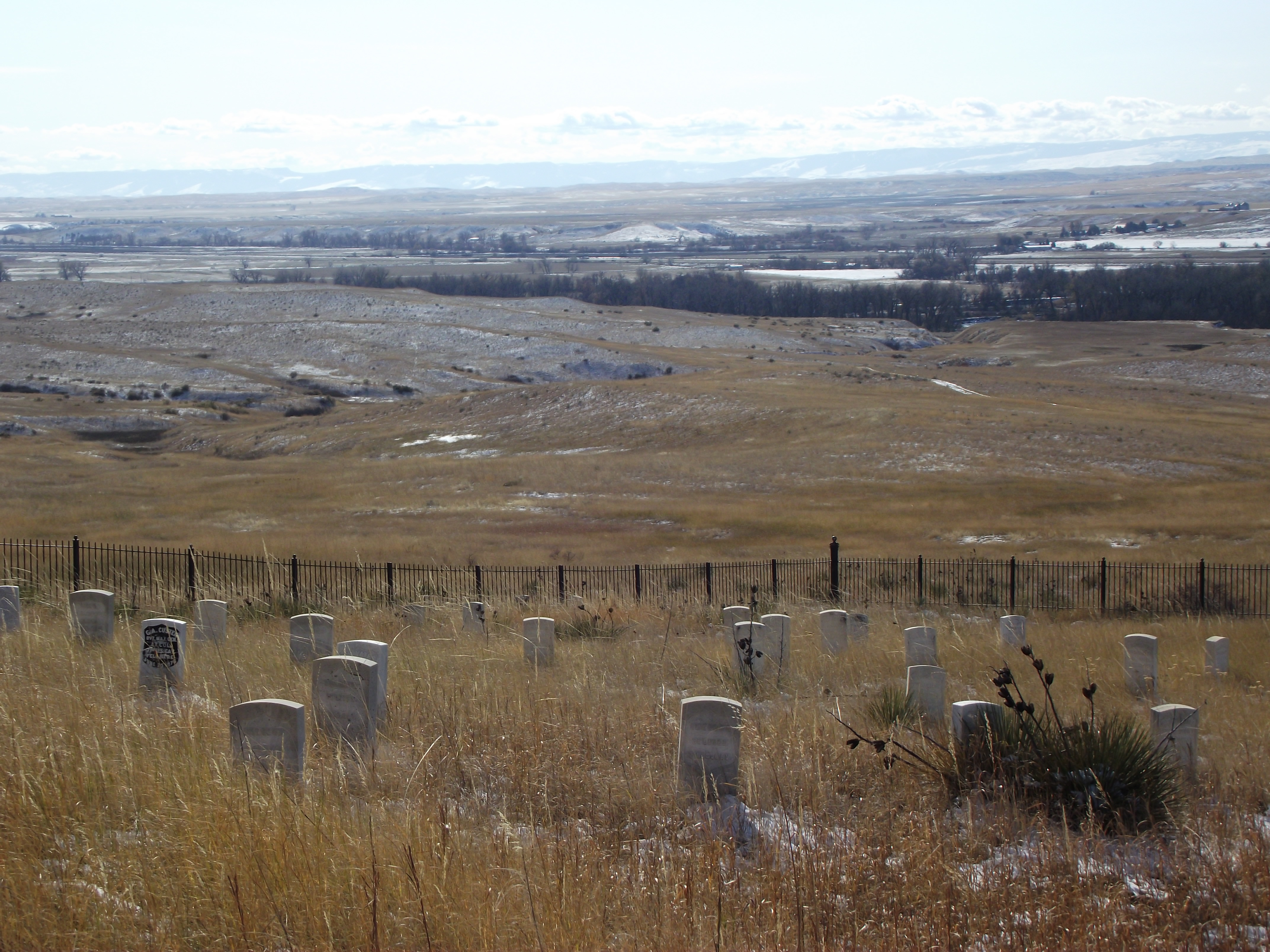
Custer și ultimii soldați ai săi au fost uciși și înmormântați aici. Satul indian era situat dincolo de copacii care trasează malul râului Little Bighorn.

### Bătălia de pe Little Bighorn
Lt. col. George Armstrong Custer și Regimentul 7 Cavalerie au primit ordin să se desprindă din Coloana Dakota si să cerceteze văile râurilor Rosebud și Big Horn. Pe 25 iunie 1876, aceștia au întâlnit un sat mare pe malul vestic al râului Little Bighorn. Trupele americane au fost învinse în bătălia de pe Little Bighorn și aproape 270 de oameni au fost uciși, inclusiv Custer. Acesta din urmă și-a divizat forțele chiar înaintea bătăliei, iar cele cinci companii de soldați aflate sub comanda sa au fost complet anihilate; nu au existat supraviețuitori. Două zile mai târziu, o forță combinată formată din trupele aflate sub comanda colonelului Gibbon, infanteria Coloanei Dakota și personalul colonelului Terry au ajuns în zona conflictului unde i-au salvat pe supraviețuitori americani ai conflictului Reno-Benteen. Gibbon și-a îndreptat apoi forțele spre est după urme, încercând fără succes să se angajeze într-un conflict cu războinicii Sioux și Cheyenne.

### Bătălia de la Slim Buttes
După sosirea întăririlor formate din cea de-a Cincea Cavalerie, generalul Crook a intrat în luptă. În urma unei scurte întâlniri cu generalul Terry, acesta și-a continuat drumul, fără să găsească însă vreun sat mare. Din cauza epuizării proviziilor, trupele sale și-au schimbat direcția spre sud și au început să-și ucidă caii și măgarii în ceea ce avea să fie cunoscut drept Marșul Cărnii de Cal⁠(d). Pe 9 septembrie 1876, o companie din trupele sale care se deplasa spre Deadwood pentru a achiziționa provizii a descoperit un mic sat la Slim Buttes, sat pe care l-a atacat și l-a prădat. Cal Nebun a aflat de atacul asupra satului, iar în ziua următoare a condus un contraatac, care însă a fost respins. Odată ajunși în Tabăra Ronbinson, trupele lui Crook s-au risipit.

## Supravegherea agențiilor
În urma înfrângerii lui Custer la Little Bighorn, armata și-a schimbat tacticile. Aceștia au crescut numărul soldaților prezenți la agențiile amerindiene. În acea toamnă au alocat majoritatea trupelor armatei în vederea declanșării unor operațiuni. Au confiscat caii și armele clanurilor binevoitoare de la agenții deoarece se temeau ca acestea să nu ajungă în mâinile clanurile nordice. În octombrie 1876, trupele americane au înconjurat satele lui Nor Roșu și Frunză Roșie. I-au arestat și i-au reținut pentru scurt timp pe lideri, pe motiv că aceștia nu i-au predat în custodia armatei pe indivizii proveniți din clanurile ostile. Guvernul a trimis o altă comisie la agențiile amerindiene. Conform istoricului Clin Calloway, „Congresul a adoptat o lege care suspenda toate drepturile indienilor Lakota în afara Marii Rezervații Sioux”.

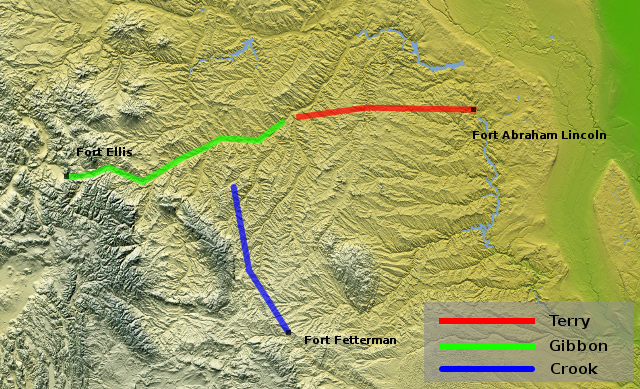
Cele trei trupe ale campaniilor din vara lui 1876.

## Campania lui Mackenzie
Colonelul Ranald S. Mackenzie⁠(d) și Regimentul său 4 Cavalerie au fost transferați Departamentului Platte în urma înfrângerii suferite la Little Bighorn. Staționați inițial în Tabăra Robinson, aceștia au format nucleul expediției de pe râul Powder, care a pornit în octombrie 1876 în scopul localizării satelor nordice. Pe 25 noiembrie 1876, trupele sale au descoperit și au învins un sat Cheyenne nordic în bătălia de la Red Fork din teritoriul Wyoming. Cu colibele și rezervele distruse, și caii confiscați, triburile au capitulat. Au sperat că li se va permite să rămână alături de populațiile Sioux în nord. Aceștia au fost forțați să se mute într-o rezervație Cheyenne-ilor sudici în Teritoriul Indian. După o serie de discuții dificile, au acceptat în cele din urmă să plece.
Când au ajuns în rezervație în ceea ce astăzi este statul Oklahoma, condițiile erau foarte dificile: rațiile erau insuficiente, nu mai existau bizoni pe lângă rezervație și era epidemie de malarie. O parte din Cheyenne-ii nordici, conduși de Lup Mic și Cuțit Tocit, au încercat să se reîntoarcă spre nord în toamna anului 1877, acțiune cunoscută sub numele de exodul Cheyenne-ilor nordici⁠(d). Au reușit să se ajungă înapoi în nord. După împărțirea în două clanuri, cel condus de Cuțit Tocit a fost capturat și închis în cazărmi neîncălzite la Fort Robinson, fără acces la apă și hrană. Când aceștia au evadat pe 9 ianuarie 1878, majoritatea au murit în masacrul de la Fortul Robinson⁠(d). În cele din urmă, guvernul Statelor Unite a acordat Cheyenne-ilor nordici o rezervație în nord, Rezervația Cheyenne-ilor Nordici⁠(d) în partea sudică a ceea ce astăzi este statul Montana.

## Campaniile lui Miles
O altă strategie a Armatei Statelor Unite a fost să plaseze trupe adânc înăuntrul teritoriului Lakota. În toamna lui 1876, colonelul Nelson A. Miles⁠(d) și Regimentul său 5 Infanterie au stabilit Cantonamentul de pe râul Tongue (numit mai târziu Fort Keogh) de unde a operat pe parcursul iernii 1876–1877 împotriva oricăror triburi ostile pe care le putea descoperi. În ianuarie 1877, acesta a luptat cu Cal Nebun și cu numeroase alte clanuri în bătălia de la Wolf Mountain. În lunile care au urmat, trupele sale au luptat împotriva amerindienilor Lakota pe pârâul Clear, pârâul Spring și pârâul Ash. Campania continuă a lui Miles i-a forțat pe Lakota și Cheyenne-ii nordici să aleagă capitularea sau să treacă granița în Canada. Mai târziu, Miles avea să conducă Armata Statelor Unite pe parcursul Războiului Hispano-American.

## Anexarea
Acordul din 1877 (19 Stat. 254 Arhivat în 5 octombrie 2018, la Wayback Machine., adoptat pe 28 februarie 1877) a confiscat oficial posesiunile Sioux și a înființat rezervații indiene permanente.

## Eforturi diplomatice
În timp ce liderii militari plănuiau o companie de primăvară împotriva amerindienilor Lakota și Cheyenne Nordici care refuzau să se predea, se desfășurau eforturi diplomatice în încercarea de a pune capăt războiului.

### „Vinde sau mori de foame”
După înfrângerea suferită în bătălia de pe Little Bighorn din iunie 1876, Congresul a răspuns prin alăturarea a ceea ce triburile Sioux numeau condiția „vinde sau mori de foame” (19 Stat. 192) la Legea de Împroprietărire a Indienilor din 1876 (adoptată pe 15 august 1876) prin care se suspenda distribuirea rațiilor pentru amerindienii Sioux până la încetarea ostilităților și cedarea Dealurilor Negre către Statele Unite.

### Misiunea lui George Sword
Pe parcursul iernii, în Tabăra Robinson au început să apară zvonuri cu privire la dorința clanurilor nordice de a încheia luptele și a se preda. Comandantul a trimis o delegație în vedrea încheierii păcii. În jur de 30 de tineri, majoritatea Ohlala și Cheyenne nordici, au plecat de la Agenția lui Nor Roșu pe 16 ianuarie 1877 și și-au început periculoasa călătorie spre nord. Printre cei mai cunoscuți membri ai acestei delegații se număra un tânăr Oglala numit Momeala Dușmanilor — cunoscut mai bine sub numele de George Sword. El era fiul unei importante căpetenii numite Urs Viteaz. Delegația l-a găsit pe Cal Nebun pe râul Powder, însă nu dădea semne că era pregătit să se predea. Totuși, alte tabere Oglala din zonă erau dispuse să asculte mesajele și să ia în considerare capitularea. În târziul lunii februarie, o parte din delegație și-a continuat drumul în căutarea Cheyenne-ilor nordici cu scopul de a le transmite același mesaj.

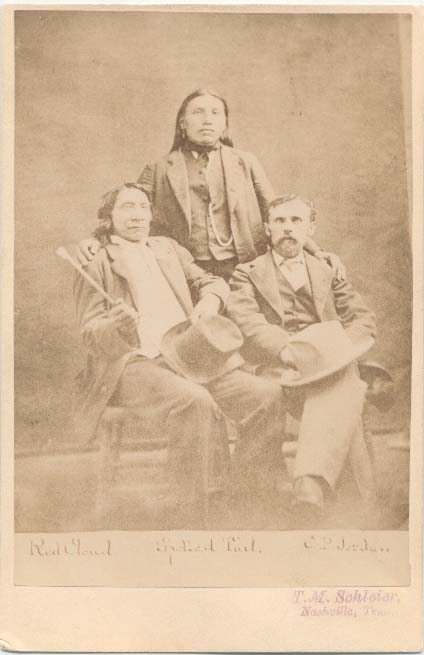
Căpeteniile Sioux Nor Roșu (stânga) și Coadă Pătată (în picioare) alături de Charles P. Jordan (un prieten al căpeteniei Nor Roșu).

### Misiunea lui Coadă Pătată
Influenta căpetenie Brulé, Coadă Pătată, a acceptat și el să conducă o degelație a păcii la o întâlnire cu cei numiți „ostili”. După ce și-a părăsit agenția pe 12 februarie 1877 alături de alte 200 de persoane, Coadă Pătată a călătorit spre nord de-a lungul crestei estice a Dealurilor Negre. Curând ei au descoperi un mare sat de Minneconjou aflat sub conducerea lui Atinge Norii, lângă Dealurile Short Pine pe Micul Râu Missouri. După câteva zile de sfaturi, aceștia au fost de acord să se predea la Agenția lui Coadă Pătată.
Delegația lui Coadă Pătată și-a continuat călătoria spre Râul Little Powder, unde s-a întâlnit cu Minneconjou, Sans Arc, Oglala și câțiva Cheyenne-i nordici, inclusiv cu căpetenii ca Scut Negru, Taur Iute, Căprior Șchiop și Roman Nose. Majoritatea acestor clanuri au acceptat și ele să se predea la Agenția lui Coadă Pătată. Cal Nebun nu era în tabără, însă tatăl său a înmânat un cal unui membru al delegației ca să demonstreze că era pregătit să se predea.

### Misiunea lui Johnny Brughier
Ca să nu fie mai prejos de eforturile diplomatice depuse de generalul Crook, colonelul Miles a trimis inițiative pentru pace din cantonamentul său de pe râul Tongue. Cercetașul Johnny Brughier, asistat de două femei Cheyenne captive, au găsit satul Cheyenne-ilor nordici de pe Little Bighorn. S-au întâlnit cu aceștia în sfaturi timp de câteva zile. Eforturile sale au avut drept rezultat capitularea unui mare contingent de Cheyenne nordici la Cantonamentul de pe râul Tongue.

### Misiunea lui Nor Roșu
Pe 13 aprilie, o a două delegație a părăsit Agenția lui Nor Roșu, în frunte cu cunoscuta căpetenie Oglala Nor Roșu, împreună cu aproape 70 de membri ai diferitelor triburi. Acestă delegație s-a întâlnit cu oamenii lui Cal Nebun și i-a însoțit mare parte din drum până la agenția unde aceștia doreau să se predea.

## Capitularea
Campaniile militare continue și eforturile diplomatice intense au început să dea rezultate spre sfârșitul primăverii anului 1877 când numeroase clanuri nordice au început să se predea. În aprilie 1877, o ordonanță a generalului Crook îi scria unui prieten: „Sunt cu totul mulțumit că Marele Război Sioux este acum încheiat și că vom avea încă o dată șansa la pace”. Un număr mare de Cheyenne nordici, în frunte cu Cuțit Tocit Knife și Elan Ridicat, s-a predat la Agenția lui Nor Roșu pe 21 aprilie. Aceștia au fost transportați în Teritoriul Indian luna următoare. Atinge Norii și Roman Nose⁠(d) au ajuns alături de clanurile lor la Agenția Coadă Pătată. Cal Nebun s-a predat alături de clanul său la Nor Roșu pe 5 mai.

### Moartea lui Cal Nebun
Respectata căpetenie Oglala, Cal Nebun, și-a petrecut câteva luni alături de clanul său la Agenția lui Nor Roșu într-un mediu frământat de politici intense. Îngrijorată că acesta ar putea să plece, armata SUA i-a înconjurat satul și au încercat să-l aresteze în data de 4 septembrie 1877. El a scăpat și s-a îndreptat spre Agenția lui Coadă Pătată. A doua zi, Cal Nebun a fost adus înapoi în Tabăra Robinson cu promisiunea că îl va putea întâlni pe comandantul postului. Promisiunea nu i-a fost respectată, și a fost arestat și pus sub pază. În încercarea de a evada, a fost ucis cu baioneta de către unul dintre soldați.

## Fuga în Canada
Majoritatea membrilor tribului Lakota s-au predat la diferite agenții situate de-a lungul râului Missouri sau în partea nord-vestică a statului Nebraska, dar Taur Așezat a condus un imens contingent dincolo de granița internațională a Canadei. Generalul Terry a făcut parte din delegația trimisă să negocieze cu clanurile predarea și reîntoarcerea acestora în Statele Unite, însă aceștia au fost refuzați.
S-au întors abia după ce populația de bizoni din Canada s-a epuizat și au izbucnit conflicte cu alte triburi băștinașe canadiene. În 1880–1881, mare parte din cei reîntorși din Canada s-au predat la Fort Keogh și Fort Buford. Forțele Statelor Unite i-au transferat cu bărcile cu aburi la Agenția Piatră Ridicată în vara anului 1881.

## Consecințe
Marele Război Sioux din 1876–1877 a fost extrem de diferit de războiul lui Nor Roșu desfășurat cu zece ani în urmă. În anii 1860, căpeteniile Lakota se bucurau de sprijinul considerabil al propriilor clanuri în lupte. Spre deosebire de această perioadă, în războiul din 1876–1877, aproape două treimi din toate triburile Lakota s-au stabilit la agențiile indiene în scopul acceptării rațiilor. Aceste clanuri nu au oferit sprijin și nici nu au luat parte la conflict.
Puternicele diviziuni politice din sânul tribului Lakota au continuat și după stabilirea în rezervație, ceea ce a afectat viața politică a băștinașilor timp de câteva decenii. În perioada 1889–1890, mișcarea dansul fantomelor⁠(d) și-a găsit o mare parte din adepți în rândul clanurilor care luptaseră în Marele Război Sioux.
Deși mai numeroase ca populație totală, clanurile tribului Lakota erau în general independente și luau decizii separate cu privire la bătălii. Multe clanuri s-au aliat cu triburile Cheyenne și au existat căsătorii mixte între cele două grupuri. O perspectivă alternativă este aceea că indienii din Câmpii considerau războiul din 1876–1877 „Marele Război Cheyenne”.